# بلک پانتر (کمیک)
بلک پانتر یا پلنگ سیاه (به انگلیسی: Black Panther) یکی از شخصیت‌های ابرقهرمان کمپانی مارول است و نخستین‌بار در چهار شگفت‌انگیز شمارهٔ ۵۲ و در تاریخ ۱۶ جولای ۱۹۶۶ ظاهر شد. این شخصیت توسط استن لی و جک کربی خلق شده‌است. نام واقعی بلک پانتر قدیم تیچاکا و بلک پانتر حال تیچالا است که نگهبان و پادشاه کشور آفریقایی به نام واکاندا می‌باشد اما بعدها به قهرمانی جهانی تبدیل می‌شود

## فیلم شناسی
بلک پانتر نخستین قهرمان سیاه‌پوست آمریکا می‌باشد. چادویک بوزمن نقش این شخصیت را در فیلم‌های زیر ایفا کرده‌است:
- کاپیتان آمریکا: جنگ داخلی (۲۰۱۶)
- پلنگ سیاه (۲۰۱۸)
- انتقام‌جویان: جنگ ابدیت (۲۰۱۸)
- انتقام‌جویان: پایان بازی (۲۰۱۹)

## زندگی‌نامه خیالی شخصیت
تی‌چالا پسر شاه تی‌چاکا بود که در امپراتوری خیالی واکاندا زندگی می‌کردند. در این کشور فلزاتی از جنس ویبرانیوم وجود داشت که هیچ وقت خراب نمی‌شدند و جنس سپر کاپیتان آمریکا از این فلز بوده‌ است. او پس از مرگ پدرش تی‌چاکا پادشاه واکاندا شد و با استفاده از گیاه قلبی شکل قدرت‌های ما فوق بشری مانند قدرت بالا، سرعت بالا، چابکی، زود درمانی (بعد از خوردن گیاه قلبی شکل)، پیدا کردن حواس مافوق بشری-پرش بلند، حرکات اکرباتیک وبالا رفتن توانایی‌هایی در مبارزهٔ تن به تن و قدرت‌ های زیر شاخهٔ این توانایی‌ها. همچنین با کمک فناوریهای اختراع خواهرش مانند لباس ضد گلوله مختل‌کنندهٔ اتصال و لباسی با قدرت جذب انرژی که فرد می‌تواند آن را علیه دشمن استفاده کند همچنین چنگال هایی از جنس ویبرانیوم. او عضوی از گروه انتقام‌جویان است.